# Constant magnètica
La constant magnètica (simbolitzada com μ0) és la permeabilitat del buit. És un factor matemàtic que relaciona unitats de mesura mecàniques i electromagnètiques, la força de les interaccions electromagnètiques es mesura amb el mateix tipus d'unitats que les forces mecàniques.
La permeabilitat del buit es defineix com la relació entre la densitat de flux magnètic i la força del camp magnètic:
{\displaystyle \mu _{0}={\frac {\mathbf {B} }{\mathbf {H} }}}
Està relacionada amb ε0, la permitivitat del buit, per
{\displaystyle \mu _{0}={\frac {1}{\varepsilon _{0}c^{2}}}}
on c és la velocitat de la llum.
En unitats del Sistema Internacional d'Unitats, el valor és exacte i s'expressa per:
μ0 = 4π×10−7 N/A² = 4π×10−7 H/m, o aproximadament 1,2566×10−6 H/m